# Tim Scott McConnell
Tim Scott McConnell, aussi connu sous les noms de Tim Scott ou encore Ledfoot (né le 25 mars 1958) est un chanteur, compositeur et guitariste 12 cordes américain. Il prend le nom de Ledfoot en 2007 et crée le genre du blues gothique. Il se surnomme d'ailleurs lui-même le « Maître du blues gothique » (« The Master of Gothic Blues »). Son répertoire ne consiste seulement qu'en les chansons qu'il a écrites lui-même.
Tim McConnell commence à partir en tournée à l'âge de 15 ans et obtient son premier contrat d'enregistrement grâce à Sire Records. Il enregistre ensuite High Lonesome Sound chez Geffen en 1985.
Il dirige par ailleurs le groupe The Havalinas, fondé à Los Angeles. Le groupe enregistre un album, The Havalinas ainsi qu'un album live intitulé The North. Après la scission du groupe, McConnell enregistre plusieurs albums en solo. En 2007, il sort son premier album sous le nom de Ledfoot et part en tournée, toujours en solo, en Europe.

## Discographie
- 1981: The Rockats Live at the Ritz - Island Records
- 1983: Tim Scott Swear - Sire Records
- 1985: Tim Scott High Lonesome Sound - Geffen
- 1990: The Havalinas The Havalinas - Elektra
- 1991: The Havalinas Go North - Mo Records
- 1995: Tim Scott Deceivers & Believers - Warner Music
- 1997: Tim Scott Everywhere I´ve Been - Waterfall Records
- 2002: The MoMac Trio MoMac Trio - Farmen
- 2005: Tim Scott 13 songs - Farmen
- 2007: Ledfoot  Devils songbook - Grappa/ Blue Mood Records
- 2009: Ledfoot  Damned - Vox Records
- 2011: Ledfoot  Gothic Blues - Vox Records

## Ledfoot et le blues gothique
En tant que Ledfoot, McConnell crée son propre style musical, le « blues gothique », entre 2004 et 2007. Ce nouveau style ne pouvant être défini par aucun autre genre, il invente le nom. Il se caractérise par l'accoutrement de l'artiste : vêtements noirs, cheveux blancs, bijoux en argent et corps couvert de tatouages. Il chante avec une voix puissante, joue de la guitare à douze cordes essentiellement en si bémol mineur avec des bottlenecks en porcelaine ou en acier. Il utilise également une stomp box. Les paroles et les mélodies sont souvent sombres et décrivent le blues et les tourments de l'homme des temps modernes.